# St. Antonius (Titmaringhausen)

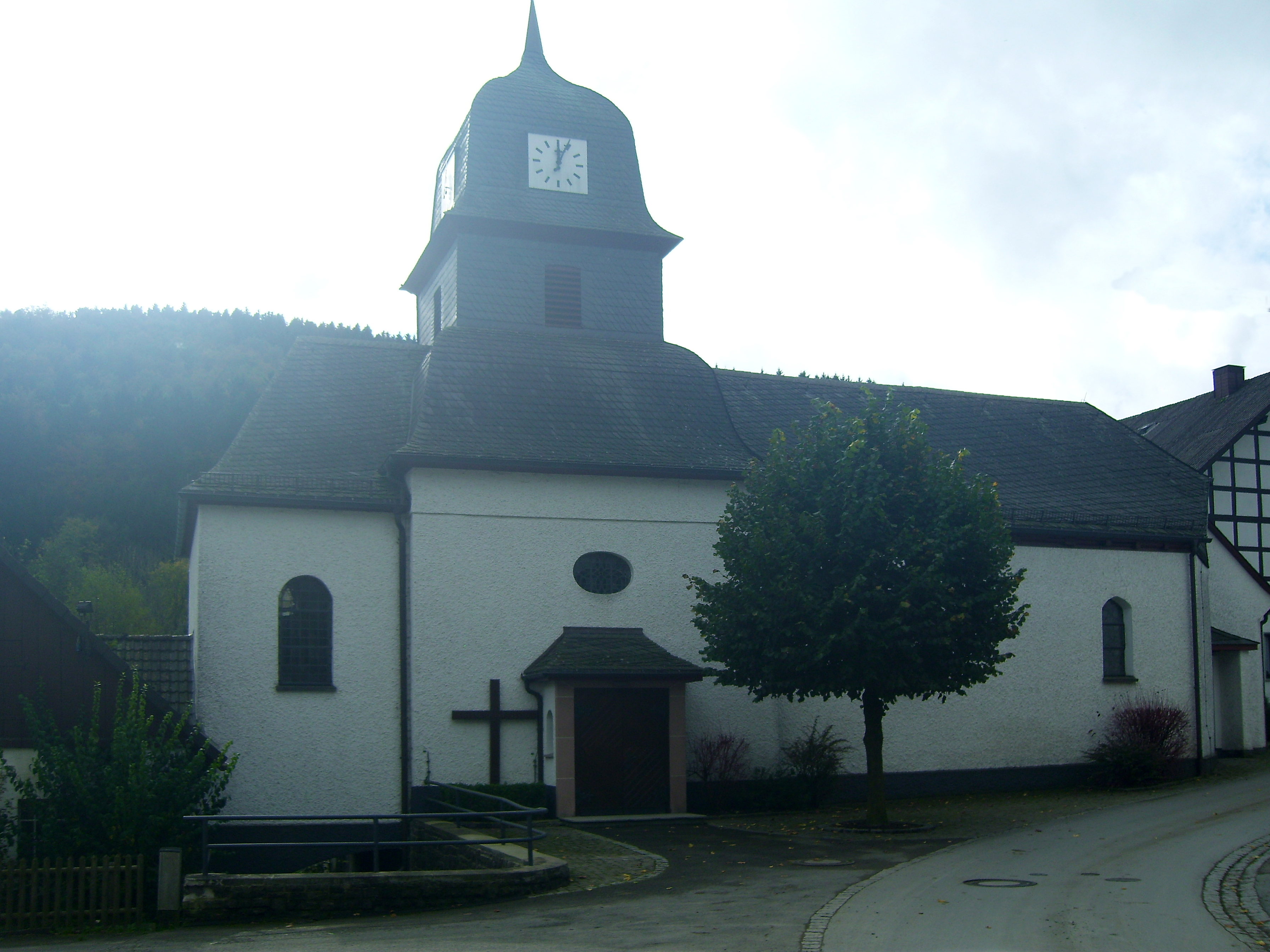
Sankt-Antonius-Kirche

Blick in das rückwärtige Kirchenschiff mit Empore

Die katholische Kirche St. Antonius ist ein denkmalgeschütztes Gebäude in Titmaringhausen, einem Ortsteil der Stadt Medebach im Hochsauerlandkreis (Nordrhein-Westfalen).

## Geschichte und Architektur
Titmaringhausen war der Pfarrei Deifeld zugeordnet. Um sich den mühevollen Kirchweg zu ersparen, wurde eine eigene Kapelle geplant. Die ursprüngliche Kapelle, ebenfalls dem Hl. Antonius geweiht, wurde 1623 errichtet. 1879 und 1923 wurden Anbauten nach Westen und Osten angefügt. Der mittlere, fast quadratische Teil mit 1,20 m starkem Bruchsteinmauerwerk ist mit einem Kreuzgewölbe überdeckt. Hierbei handelt es sich wohl um den Rest des Chores der Vorgängerkapelle. Der Innenraum wurde 1927 durch Kirchenmaler Bergenthal neu ausgemalt. 1948 wurde der Turm mit einer mechanischen Kirchturmuhr ausgerüstet. Eine Sakristei wurde 1951 angebaut. Ihre heutige Gestalt bekam die Kapelle 1954, ein kleiner Vorbau mit einer schönen Tür wurde gebaut. Eine gründliche Renovierung wurde 1996 durchgeführt, die Fassade und der Innenraum wurden gestrichen. Dach und Turm wurden 2003 in altdeutscher Deckung verschiefert, ein neuer Turmhahn wurde aufgesetzt.

## Ausstattung
- Sehenswert ist eine 87 cm hohe Weichholzfigur des Hl. Antonius vom 10. Jahrhundert.[2]
- Jodokus Henschen und Joes Fresen stifteten 1639 eine Glocke. Sie ist 90 kg schwer mit einem Durchmesser von 0,53 m und einer Höhe von 0,42 m. Die Inschrift lautet: Titmarkausen fini fecit odoc Henschen et io Fresen 1639 Die Glocke wurde auf den Namen Barbara getauft. Zwei weitere Glocken wurden 1947 geweiht. Die Antoniusglocke mit der Inschrift: Schütz uns Herr in aller Not. Hilf uns ehren dein Gebot ist 450 kg schwer. Die kleinere Glocke ist 250 kg schwer; sie ist dem Hl. Michael geweiht. Die Inschrift lautet: Läute Glocken, läute Frieden, auch in jedes Herz. Das Geläut mit nun drei Glocken wurde auf den Dreiklang h- dis- fis abgestimmt.
- Ein Taufstein und eine Pieta wurden 1930 aus der Werkstatt des Bildhauers Franz Schmiedeler in Medebach zugefügt
- Ein neuer Altartisch und die Stele für den Tabernakel aus Anröchter Dolomit wurden 1969 in der Kirche aufgestellt.

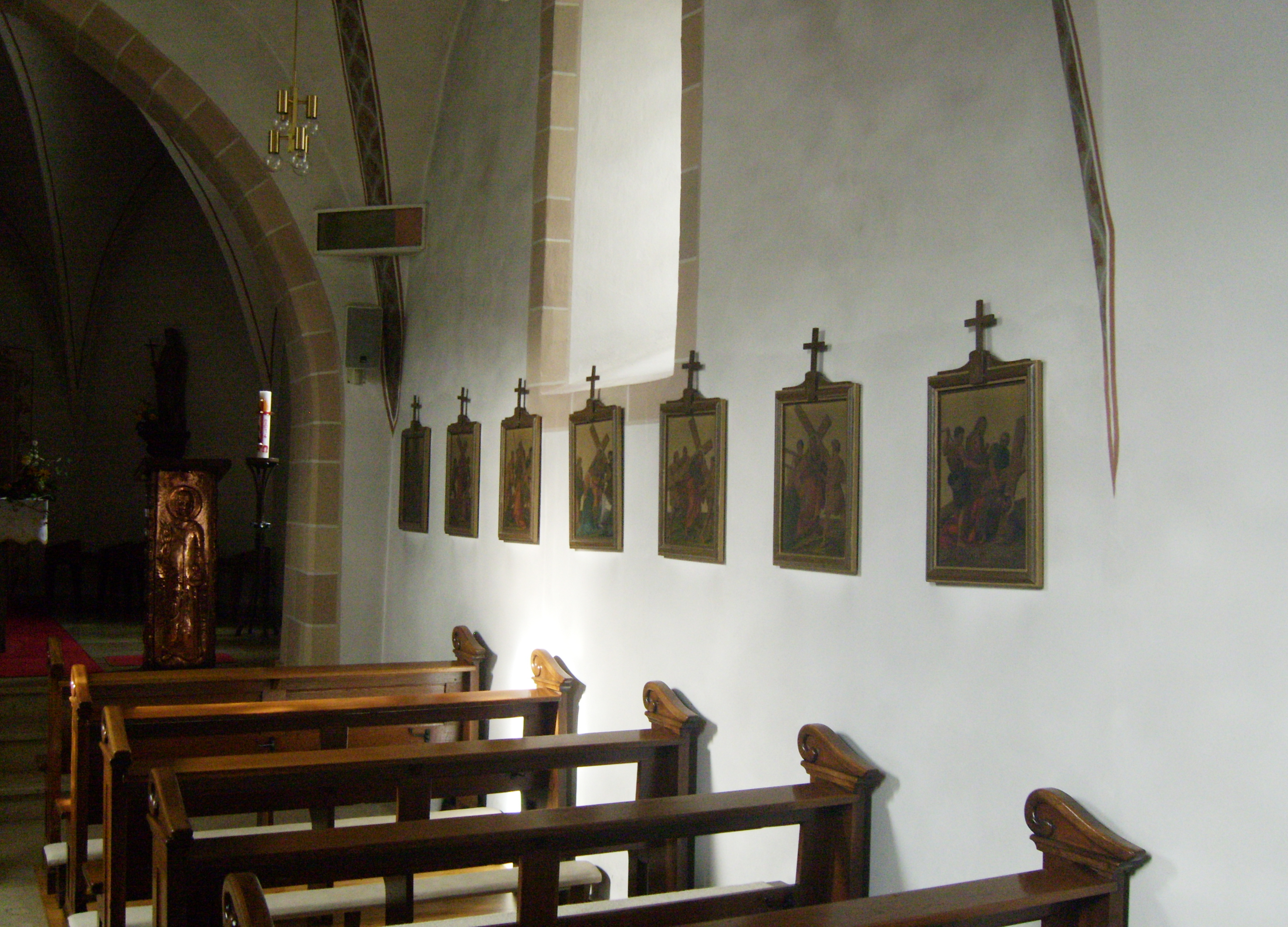

- Der Ambo von 1973 wurde aus Kupfer angefertigt, auf der Vorderseite ist der Hl. Paulus dargestellt[3]